# Camerata Hungarica
Az 1969-ben létrejött Camerata Hungarica az egyik első magyar régizenei együttes, hazai reneszánsz és kora barokk művek előadásával váltak világszerte ismertté; alapítói Czidra László, Ujházy László és Virágh László (*1939). Ők játszották először felvételre a 16. századi Buda világi zenéjét, és a 16-18. századi Erdély zenéjét is.
Czidra 1963-ban végezte el a Zeneakadémiát oboa szakon, de mivel furulyán is játszott (ami a reneszánsz és a barokk zenében is gyakori hangszer), adta magát az ötletet egy régizenei együttes létrehozásához. Czidra és Ujházy véletlenül találkoztak a Hősök terén – a két hangszertokos zenész egyből be is mutatkozott egymásnak, és még azon a héten megtartották az első próbát. 1971-es második lemezükkel (Dalok és táncok a Vietórisz-kéziratból) 1975-ben elnyerték a Francia Akadémia Nagydíját, ezzel lehetőségük nyílt turnézni szerte a világban; még Kubában, Mexikóban, és Japánban is koncerteztek (igaz, első külföldi – olaszországi – útjuk korábban, 1973-ban volt). Ezek a turnék egyúttal a korabeli magyar (zenei) kultúra megismertetését is szolgálták, tekintve, hogy a hallgatóság erről külföldön nem sokat tudott.
A zenekar tagjai közül többen a Liszt Ferenc Kamarazenekarban is szerepeltek, például az alapító Rolla János hegedűs–karmester, Sárközy Gergely és Benkő Dániel lantművészek, Maros Éva hárfás, vagy épp Vajda József fagottos, aki a TV Maci jól ismert főcímzenéjét játszotta. Utóbbi kettő, nem mellesleg – Czidrához hasonlóan – Liszt Ferenc-díjas. Maga Czidra nem volt tag, de mint a barokk zene jó ismerője, állandó szakértőként segítette őket, sőt szólistaként több lemezükön és koncertjükön is közreműködött.

## Lemezek

### Önálló
- Chorearum Collectanea: Instrumental Dances of the Late Renaissance Dances (1971)[16]
- Songs and Dances From the Vietórisz Tablature (1971)[16]
- Collection Of Bártfa 16th-17th Century – Excerpts (1973)[16]
- Gems Of The Renaissance Music (1976)[16]
- Court Music For King Matthias (1978)[16]
- Music To Entertain The Kings Of Hungary 1490-1526 (1979)[16]
- Danserye 1551 (1985)[16]
- Choreæ & Carmina (1986)[16]

### Közreműködések
- Egyszer Volt Budán Kutyavásár – Mátyás Király Tréfái (1985)[16]
- Pop Antico (1985)[16]
- A Békakirálykisasszony – Francia Népmesék (1986)[16]
- Samuel Scheidt – Ludi & Symphoniae (1989)[16]
- Early Hungarian Songs from XVI to XIX century (1989)[16]
- Renaissance and Baroque Recorder (1989)[16]
- Hunyadi Mátyás, a magyarok királya (1990)[16]
- Jacob van Eyck – The Nightingale (1992)[16]
- Lélekvirágok – Bodza Klára Életútja (2009)[16]
- Ó, Áldott Szűzanya (2014)[16]

### Egyéb
- Zadar Muzičke Večeri U Donatu '75-'76 (1977)[16]
- The Best of Mihályi Festival (1986)[16]
- Videoton/Elektromodul tesztlemez (é.n.)[16]

## Hangminták
- Almande d'Amour
- Basse Dance – La Magdalena (á4)
- Courrante de monsieur de Terme
- Curant

## Videók
- Tinctoris, Stockem, és Bono művek (2:37–4:12 / 8:55–14:22) – Reneszánsz zene Mátyás király udvarában (MTV)
- Choreas (3:28–9:46) – A Jagello-kor zenéje (MTV)
- Báthori Tanz (11:45–13:30) – Az erdélyi udvar zenéje (MTV)